# Jean-Claude Cheynet
Jean-Claude Cheynet, nacido el 21 de febrero de 1947 en París, es un historiador francés, especialista en el Imperio bizantino.

## Biografía
Jean-Claude Cheynet fue agrégé (catedrático) en Historia en 1970, obtuvo un doctorado en historia bizantina por la Universidad de París 1 en 1977 y se incorporó al Centro Nacional para la Investigación Científica (CNRS) ese mismo año. En 1987, completó un segundo doctorado en Historia, también por la Universidad de París 1. Desde 1990, es Director de Investigación del CNRS y, a partir de 1995, asumió el cargo de profesor de historia bizantina en la Universidad de París IV. Entre 1996 y 2005, dirigió la Revue des Études Byzantines, y desde 2000, lidera el Centro de Investigación sobre la Historia y la Civilización de Bizancio (CNRS-Collège de France). Sus investigaciones se centran en la sociedad bizantina de los siglos VIII al XIII, la prosopografía de la aristocracia bizantina, la sigilografía y la historia política, militar y administrativa del Imperio bizantino.

## Publicaciones
- Révoltes et Mouvements de dissidence dans l’Empire byzantin de 1180 à 1208, 1977
- Pouvoir et Contestations à Byzance (963-1210), 1987
- Les Sceaux de la collection H. Seyrig conservés à la bibliothèque Nationale de Paris, 1991. Con Cécile Morrisson y Werner Seibt
- Chrétientés médiévales VIIe – XIe siècle, 1997. Con Vivien Prigent, Dominique Aliber, Catherine de Firmas y Bruno Saint-Sorny
- Sceaux de la collection Zacos (Bibliothèque nationale de France) se rapportant aux provinces orientales de l’Empire byzantin, 2001
- Byzance. L’Empire romain d’Orient, 2001
- Histoire de Byzance. 1. L'État et la société, 2005
- Le Monde byzantin. II L’Empire byzantin (641-1204), 2006